# 共立電機製作所
株式会社共立電機製作所（きょうりつでんきせいさくじょ）は、宮崎県宮崎市高岡町に本社・工場を置く、日本の株式会社。メーカーとしては米良企業グループ内で最大規模。
高圧受変電設備及びLED照明の設計・開発・製造（高圧受変電設備：ビルやショッピングセンター、病院・学校など施設全体に電気を配る電気設備）を事業としている。
代表取締役社長 米良充典、代表取締役副社長 米良充朝。

## 沿革
- 1967年 - 創業者の米良充次が宮崎市で「株式会社共立パネル製作所」として設立。
- 1976年 - 組織変更により株式会社共立電機製作所に改名。